# شهرستان تریم
ناحیهٔ تریم (به عربی: مدیریة تریم) یک ناحیه در یمن است که در استان حضرموت واقع شده‌است.
ناحیهٔ تریم  ۱۰۰٬۶۱۷ نفر جمعیت دارد.